# الزواج الحديث (هوغارث)

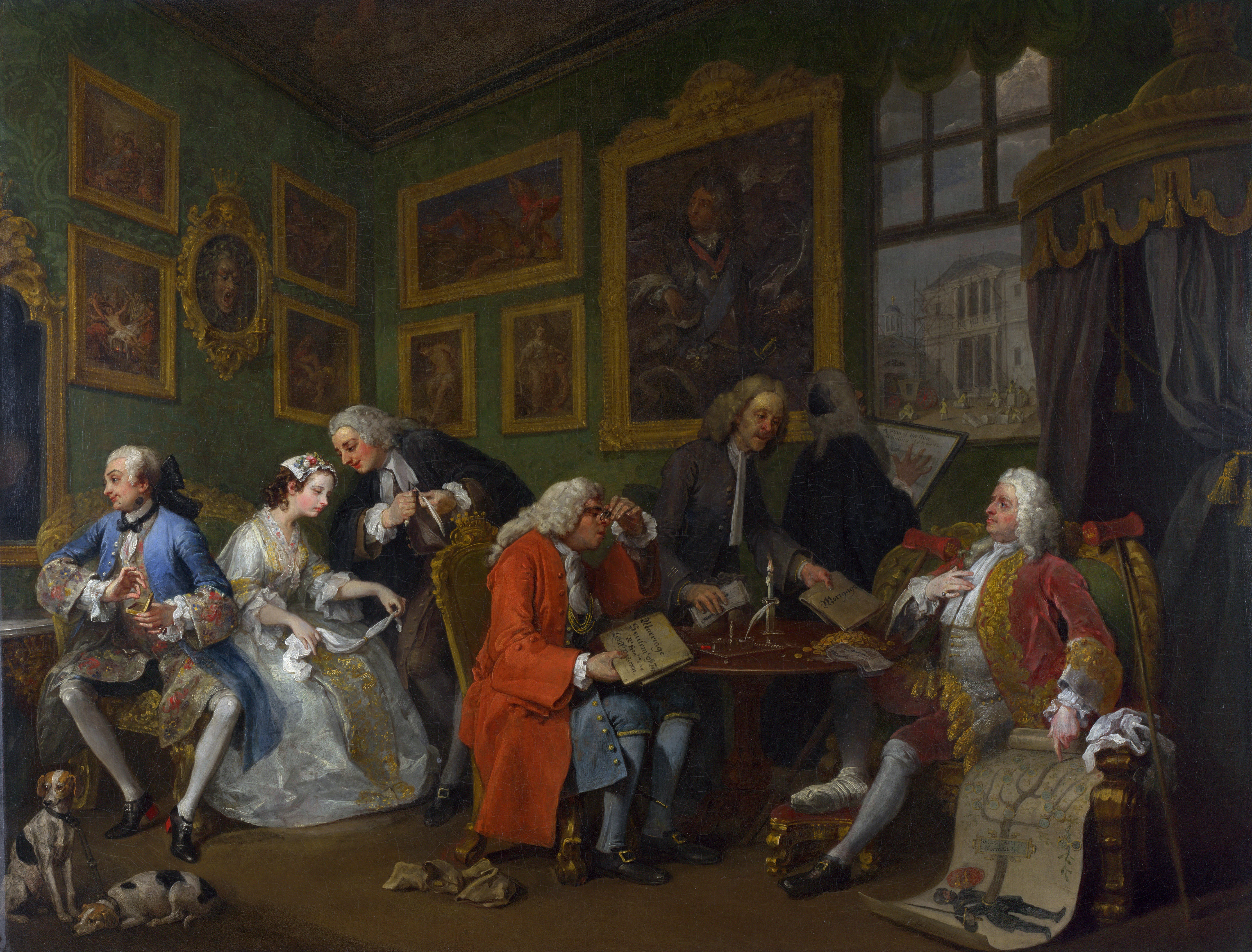
1- ترتيبات الزواج

«الزواج الحديث» أو «الزواج على الطريقة الحديثة» هي سلسلة من ست لوحات للرسام الإنجليزي ويليام هوغارث والتي رسمها في الفترة ما بين عامي 1743 و1745، في محاولة منه إلى تسليط الضوء على سوءات المجتمع الإنجليزي في القرن الثامن عشر والتشوهات التي طرأت عليه. إذ تُظهر هذه السلسلة العواقب الوخيمة للزيجات المدبرة أو ما يعرف «بزواج المصلحة» سعيًا وراء المال أو طلبًا لمكانة اجتماعية، كما تنتقد أيضًا المحسوبية وحب المظاهر. واللوحات موجودة في المعرض الوطني في لندن.
بيد أن هذه السلسلة لم تلق الحفاوة المطلوبة التي تلقتها لوحاته الأخرى ذات الأمثولة الأخلاقية مثل سيرة عاهرة (1732)، وسيرة الفاسق (1735). وعندما بيعت اللوحات أخيرًا في عام 1751، كان المبلغ أقل بكثير مما كان يرجوه الرسام ويمني به النفس.

## نظرة عامة

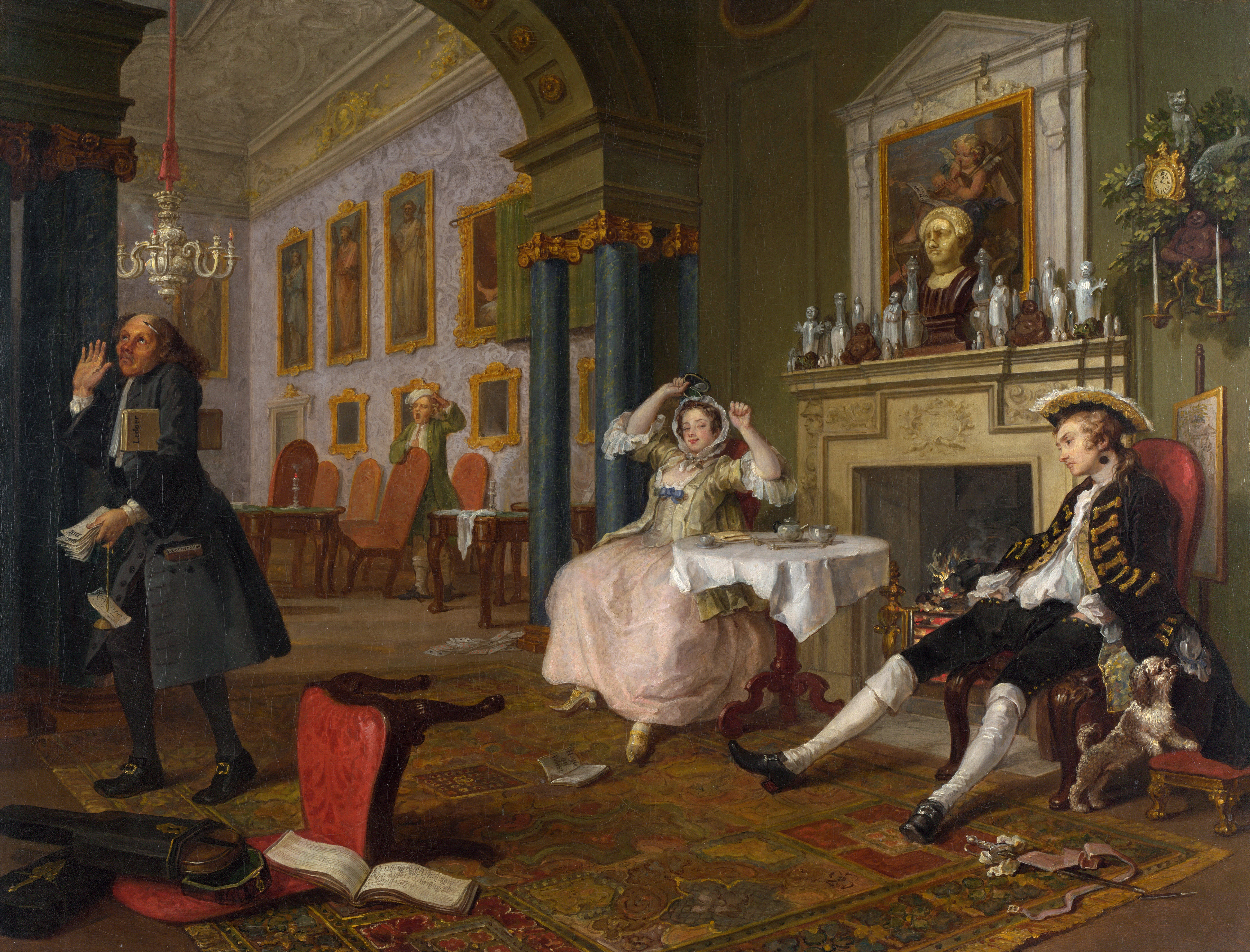
2- وجهًا لوجه

يتحدى هوغارث في مجموعة لوحات «الزواج الحديث» نظرة المجتمع التقليدية للأغنياء بأنهم يعيشون حياة الفضيلة والعفة، ويسخر أيضًا من الزواج المدبر. وفي كل لوحة من لوحاته يُظهر الزوجين مع أقاربهم ومعارفهم وهم منغمسون في أحط أنواع الملذات والشهوات من سكر وعربدة وقمار وغيرها من ألوان الفسق والمجون. ويرى البعض أن هذه المجموعة هي درة التاج بين أعماله. وأنها أفضل نموذج على مجموعة لوحاته ذات الطابع المتسلسل.
- عندما نتأمل اللوحة الأولى من مجموعة ترتيبات الزواج (كما هو مكتوب على الإطار) أو «عقد الزواج» كما أسماها هوغارث[6]، نرى ترتيبات زواج مدبر بين ابن إيرل سكوانفرفيلد المفلس وابنة تاجر ثري ولكنه أيضًا تاجر بخيل من تجار المدينة. ويبدو واضحًا من النافذة توقف أعمال البناء في قصر الإيرل الجديد، والمرابي جالس على الطاولة في منتصف الغرفة يتفاوض في السعر لاستئناف أعمال البناء. في حين يشير الإيرل المصاب بالنقرس بفخر إلى لوحة شجرة عائلته؛ والتي تمتد جذورها إلى ويليام الفاتح. يظهر الابن وهو يتطلع لنفسه في المرآة؛ الأمر الذي يشي باهتمامه الحقيقي. في حين تبدو ابنة التاجر قلقة ومضطربة ويهدئ من روعها سيلفر تونغ المحامي وهي تلمع خاتم الزواج. حتى الصور المعلقة على الحائط تتجلى عليها سيماء الشك والريبة. وفي ركن الحجرة يبدو كلبان مقيدان إلى بعضهما بسلسلة في إشارة ضمنية لوضع الشابين المقبلين على الزواج.

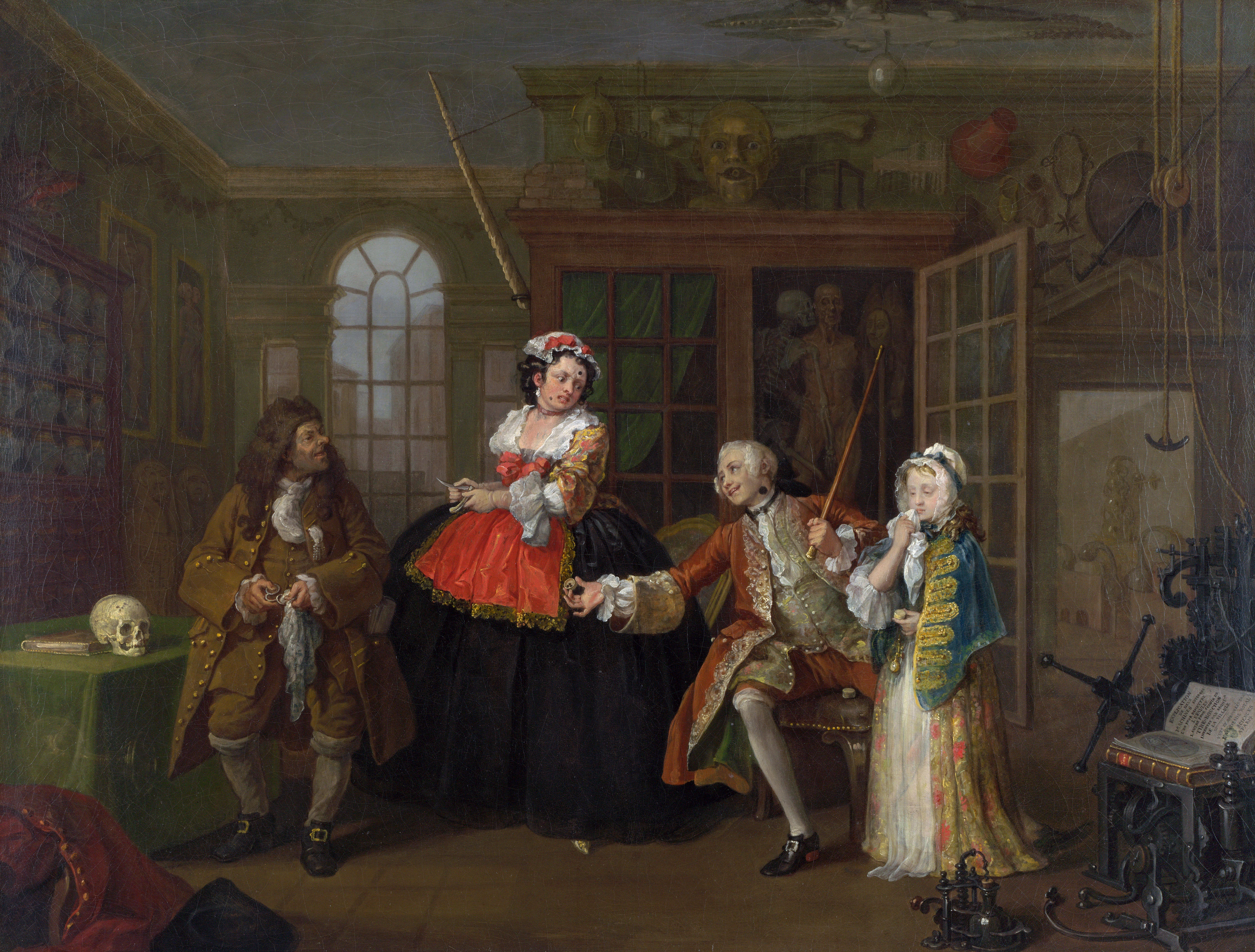
3- مرحلة التفتيش

4- التواليت

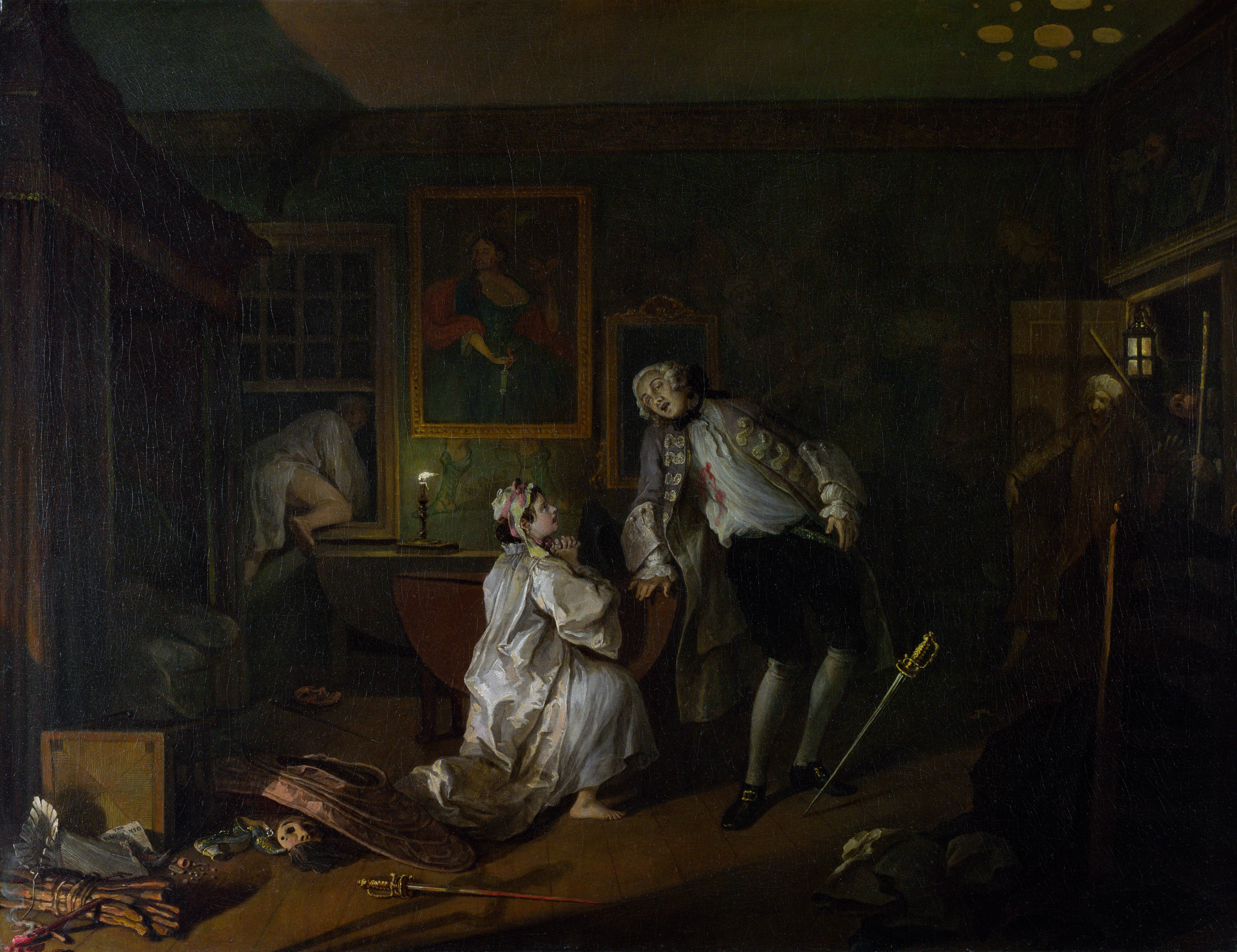
5- بيت دعارة

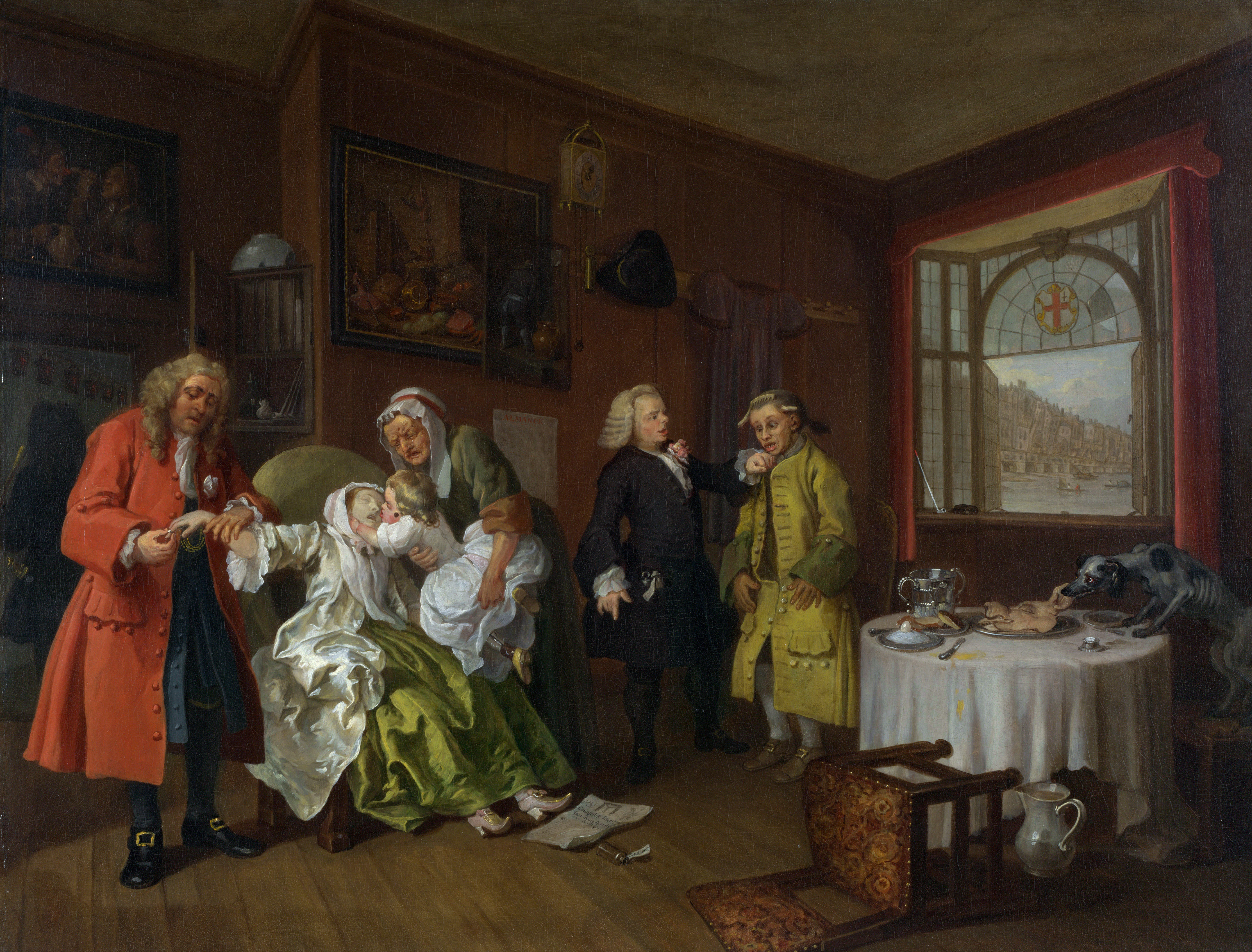
6- موت الزوجة